# Lón
Lón ist eine Lagune im Südosten Islands.
Sie liegt 30 Kilometer nordöstlich von Höfn. Die Bucht reicht bis zu 3,5 Kilometer weit ins Land bei einer Breite von 6,5 Kilometern. Sie liegt westlich des Eystrahorns und hinter der Nehrung Fjörur ohne einen direkten Zugang zum offenen Meer. Der westliche Teil der Lagune wird Lónsfjörður genannt. Lón heißt auch das Schwemmland östlich der Jökulsá í Lóni.
Lón ist das isländische Wort für Lagune oder Haff, wie zum Beispiel in Bláa Lónið (deutsch „Blaue Lagune“).